# Tour du Venezuela
Le Tour du Venezuela (officiellement Vuelta Ciclista a Venezuela) est une course cycliste par étapes disputée au Venezuela. Sa première édition eut lieu en 1963. Elle fait partie de l'UCI America Tour de 2005 à 2019 puis de 2021 à 2022, et à nouveau en 2024. 

## Palmarès
| Année | Vainqueur                | Deuxième              | Troisième            |
| ----- | ------------------------ | --------------------- | -------------------- |
| 1963  | Gregorio Carrizalez (es) | Máximo Romero         | Silvio Rodríguez     |
| 1964  | Domingo López            |                       |                      |
| 1965  | Armando Blanco (es)      |                       |                      |
| 1966  | Félix Bermúdez           |                       |                      |
| 1967  | Nicolás Reidtler (es)    |                       |                      |
| 1968  | Fernando Fontes (es)     |                       |                      |
| 1969  | Luis Villarroel          |                       |                      |
| 1970  | Santos Bermúdez (es)     | Nicolás Reidtler (es) | Fernando Fontes (es) |
| 1971  | Nicolás Reidtler (es)    |                       |                      |
| 1972  | Cirilo Correa (es)       |                       |                      |
| 1973  | Víctor Rubiano (es)      |                       |                      |
| 1974  | Luis Vivas (es)          | Nicolás Reidtler (es) | Fabio Navarro (es)   |
| 1975  | Ramón Ramírez (es)       |                       |                      |
| 1976  | Ramón Noriega (es)       |                       |                      |
| 1978  | Juan Arroyo (es)         | Mario Medina (es)     | Leonardo Bonilla     |
| 1979  | Claudio Pérez (en)       |                       |                      |
| 1980  | Olinto Silva (es)        |                       |                      |
| 1981  | Olinto Silva (es)        |                       |                      |
| 1982  | Enrique Campos (es)      | Eduardo Cuevas (en)   | Juan Arroyo (es)     |
| 1983  | Olinto Silva (es)        | José Lindarte (es)    | Enrique Campos (es)  |
| 1984  | Elio Villamizar (es)     |                       |                      |
| 1985  | Elio Villamizar (es)     |                       |                      |
| 1986  | Mario Medina (es)        |                       |                      |
| 1987  | José Lindarte (es)       |                       |                      |
| 1988  | Richard Parra (es)       |                       |                      |
| 1989  | Enzo Rivas               | Roberto Gaggioli      | Franco Vona          |
| 1990  | Enrique Campos (es)      |                       |                      |
| 1991  | Julio Bernal (en)        | Carlos Maya           | José Lindarte (es)   |
| 1992  | Julio Bernal (en)        |                       |                      |
| 1993  | Omar Pumar (es)          |                       |                      |
| 1994  | Joselin Saavedra         |                       |                      |
| 1995  | Alfredo López (en)       |                       |                      |
| 1996  | Pastor Linares (es)      |                       |                      |
| 1997  | Javier de Jesús Zapata   | Federico Muñoz        | Álvaro Lozano (es)   |
| 1998  | Álvaro Lozano (es)       | Hussein Monsalve (es) | Manuel Medina        |
| 1999  | Rui Lavarinhas           | Martín Garrido        | Jaime Pinzón         |
| 2000  | Álvaro Lozano (es)       | Libardo Niño          | Jairo Pérez          |
| 2001  | José Chacón              | Yeison Delgado        | Álvaro Sierra        |
| 2002  | Federico Muñoz           | Franklin Chacón       | Manuel Medina        |
| 2003  | José Chacón              | Federico Muñoz        | Tomas Gil            |
| 2004  | Federico Muñoz           | Franklin Chacón       | José Rujano          |
| 2005  | José Chacón              | Artur García          | Iván Castillo (es)   |
| 2006  | José Serpa               | José Castelblanco     | José Chacón          |
| 2007  | César Salazar            | Richard Ochoa         | José Serpa           |
| 2008  | Carlos Ochoa             | Franklin Chacón       | Freddy Vargas        |
| 2009  | José Rujano              | César Salazar         | José Chacón          |
| 2010  | Tomás Gil                | José Alarcón          | Manuel Medina        |
| 2011  | Pedro Gutiérrez          | Juan Murillo          | José Contreras       |
| 2012  | Miguel Ubeto             | Arthur Garcia         | Adelso Valero        |
| 2013  | Carlos Ochoa             | Juan Murillo          | Jonathan Camargo     |
| 2014  | Yonathan Salinas         | Carlos Gálviz         | John Nava            |
| 2015  | José Alarcón             | Luis Díaz             | Yonathan Salinas     |
| 2016  | Jonathan Monsalve        | José García Toledo    | José Alarcón         |
| 2017  | Carlos Torres            | Anderson Paredes      | Rodolfo Fernández    |
| 2018  | Matteo Spreafico         | José Alarcón          | Anderson Paredes     |
| 2019  | Orluis Aular             | Carlos Gálviz         | Yonathan Salinas     |
| 2020  | Orluis Aular             | Roniel Campos         | Yurgen Ramírez       |
| 2021  | Jorge Abreu              | Carlos Torres         | Pedro Gutiérrez      |
| 2022  | Luis Gómez               | César Sanabria        | Weimar Roldán        |
| 2023  | César Sanabria           | Clever Martínez       | Franklin Chacón      |
| 2024  | Walter Vargas            | Javier Jamaica        | Luis Mora            |

## Palmarès par pays
| Pays      | Victoires |
| --------- | --------- |
| Venezuela | 44        |
| Colombie  | 11        |
| Portugal  | 1         |
| Italie    | 1         |